# Hidetoyo Watanabe
Hidetoyo Watanabe (japanisch 渡邉 英豊 Watanabe Hidetoyo; * 19. Januar 1971 in der Präfektur Kanagawa) ist ein ehemaliger japanischer Fußballspieler.

## Karriere
Watanabe erlernte das Fußballspielen in der Schulmannschaft der Yokohama Shoko High School und der Universitätsmannschaft der Internationale Budō-Universität. Seinen ersten Vertrag unterschrieb er 1993 bei den NEC Yamagata (heute: Montedio Yamagata). Für den Verein absolvierte er 47 Spiele. 1998 wechselte er zum Ligakonkurrenten Denso. Für den Verein absolvierte er 25 Spiele. 1999 wechselte er zum Zweitligisten Omiya Ardija. Für den Verein absolvierte er 10 Spiele. Ende 2002 beendete er seine Karriere als Fußballspieler.